# Robert Mosuse
Robert Mosuse (Borgerhout, 9 maart 1970 - Antwerpen, 20 april 2000) was een Belgisch zanger en percussionist.

## Loopbaan
Samen met zijn broers Jean-Paul en Ronny Mosuse nam hij in 1988 deel aan Humo's Rock Rally met hun groep 'The B-Tunes'. Ze eindigden derde, na 'Ze Noiz' en 'The Romans'. Ze brachten enkele singles uit, waaronder 'The way that I do' en 'Stone cold woman'. Bart Peeters zag de broers bezig en nam hen onder de arm. Samen met Robert en Ronny richtte hij The Radios op, waar hij instond voor zang en percussie. Enkele van hun bekendste hits zijn She Goes Nana, I'm Into Folk en Gimme love.
Robert Mosuse speelde en zong bij The Radios intieme, emotionele zangpartijen, maar hing ook graag de popster uit, bijvoorbeeld door zijn shirt regelmatig uit te trekken op het podium. Hij kreeg de naam soms kapsones en arrogantie te vertonen (bv. omwille van te laat komen voor optredens, "Goedenavond Sint-Niklaas" te roepen tijdens een optreden in Groningen...), maar dat gedrag was het gevolg van vermoeidheid en vergeetachtigheid door pillen tegen epilepsie, veroorzaakt door zijn hersentumor.
The Radios stopten ermee in 1994. Nadien toerde Robert Mosuse mee met Paul Michiels en Hervé Martens, onder de naam The Big M's (naar hun initialen). Mosuse speelde ook mee met de band Plane Vanilla.
In 1997 bracht hij onder de naam Robbie Crown de plaat Sacred memories uit, met 13 popsongs met soulinvloeden. Mosuse speelde in 1998 de hoofdrol in de concertversie van de musical 'Jesus Christ Superstar'.
Robert Mosuse was niet alleen actief als muzikant, hij verscheen ook regelmatig op tv. Zo deed hij geregeld mee aan de Belgisch-Nederlandse taalquiz Tien voor Taal.

## Familie
Robert Mosuse had een Congolese vader en een Belgische moeder. Hij groeide met zijn zus en 4 broers vooral op in verschillende tehuizen en pleeggezinnen in de omgeving van Antwerpen, onder andere in home Zonnehuis in Sint-Amands aan de Schelde. Het was in dat home dat de broers Mosuse samen hun eerste band, The B-Tunes, oprichtten. Op het moment dat Robert Mosuse overleed, had hij een vaste relatie met Eleni Karanikolas.

## Overlijden
Rond zijn twintigste werd bij hem een hersentumor ontdekt. Als gevolg van zijn tumor leed hij aan epilepsie en uitputting. In de laatste maanden van zijn leven trok hij zich noodgedwongen terug omdat zijn ziekte alsmaar harder toesloeg.
Op 20 april 2000 overleed hij te Wilrijk als gevolg van zijn ziekte. De uitvaart werd volledig gepland door Mosuse zelf. De plechtigheid vond plaats in de kathedraal van Antwerpen. Tijdens de begrafenis sprak Bart Peeters over Mosuse: Hij kon de sterren van de hemel zingen en sinds donderdagavond kent hij ze persoonlijk. De kist werd weggedragen op de tonen van Teardrops, ingezongen door hemzelf.
Robert Mosuse werd gecremeerd en zijn urne daarna begraven op de Antwerpse begraafplaats Schoonselhof.
In een interview met het weekblad 'Humo' enkele weken voor zijn dood, werd hem gevraagd of hij het niet vreselijk onrechtvaardig vond om op zo'n jonge leeftijd te moeten sterven. Mosuse antwoordde: Neen. Ik denk niet in die termen. Ik heb de pech dat er een tumor in mijn hoofd zit, maar dat is voor mij toch geen bron van kwaadheid of verongelijktheid. Ik heb deze pech en iemand anders heeft andere pech, zo zie ik het. Het leven is een cadeau, maar het is een cadeau dat ook onaangename kanten heeft. De kunst is die onaangename kanten erbij te nemen zonder je erdoor te laten platdrukken.

## Hommages
Muzikant, presentator en entertainer Bart Peeters schreef na de dood van Robert Mosuse het liedje "Wat nog komen zou"; hij vertolkte het liedje pas voor het eerst publiek tijdens een herdenkingsmoment voor het busongeval in Sierre (2012). Tijdens zijn liveconcerten in de Lotto Arena (Antwerpen, 2019-2020) bracht hij voor de eerste keren het liedje ‘Hij zong nana’, in samenwerking met Ronny Mosuse (Roberts jongere broer). Dit als eerbetoon aan Robert.
Jongere broer Ronny Mosuse bracht 2 jaar na het overlijden van Robert het album "Stronger" uit en droeg dit op aan Robert.
In seizoen 2 van het tv-programma ‘James De Musical’ zongen Danny Lademacher en Ronny Mosuse (Roberts broer) een eerbetoon aan hem, speciaal gericht aan Bart Peeters.